# Jon Seda
Pour les articles homonymes, voir Seda.
Jon Seda est un acteur américain né le 14 octobre 1970 à New York.

## Biographie
Originaires de Porto Rico, ses parents sont arrivés à New York, dans l'arrondissement de Manhattan, quand il est né. Amateur de boxe il a obtenu 21 victoires contre une défaite.
Il a créé « The Jon Seda Foundation » pour trouver les causes et le traitement pour la Dystrophie Sympathique Réflexe, après qu'on a diagnostiqué cette maladie chez sa sœur. 
Il vit actuellement à Los Angeles, avec sa femme Lisa Gomez et ses quatre enfants.

### Carrière
En 2012, il rejoint la distribution récurrente de Chicago Fire dans le rôle d'Antonio Dawson, le frère de Gabriela, et rejoint son spin off, Chicago P.D., en tant que premier rôle aux côtés de Jason Beghe, Sophia Bush, Jesse Soffer, Patrick Flueger, Marina Squerciati , LaRoyce Hawkins et Elias Koteas.
Le 28 septembre 2016, le site deadline.com annonce que Jon Seda quitte Chicago PD pour rejoindre la distribution principale de la série Chicago Justice, spin off de Chicago P.D., dans laquelle il devient enquêteur pour le bureau du procureur.
Après l'arrêt de Chicago Justice, il reprend son rôle dans la série Chicago P.D.. Il quitte la série à la fin de la saison 6.

## Filmographie

### Cinéma
- 1992 : Zebrahead d'Anthony Drazan : Vinnie
- 1992 : Gladiator de Rowdy Herrington : Romano
- 1993 : New York Cop (Nyû Yôku no koppu) de Toru Murakawa : Mario
- 1993 : L'Impasse (Carlito's Way) de Brian de Palma : Dominican
- 1994 : I Like It Like That de Darnell Martin : Chino Linares
- 1995 : Avec ou sans hommes (Boys on the Side) de Herbert Ross : Pete
- 1995 : L'Armée des douze singes (Twelve Monkeys) de Terry Gilliam : Jose
- 1996 : Peur primale (Primal Fear) de Gregory Hoblit : Alex
- 1996 : The Sunchaser de Michael Cimino : Brandon 'Blue' Monroe
- 1996 : Escroc malgré lui (Dear God) de Garry Marshall : Handsome
- 1997 : Selena de Gregory Nava : Chris Perez
- 1997 : The Price of Kissing de Vince DiPersio : Billy
- 2000 : Little Pieces de Sam Taylor-Johnson : Kyle
- 2000 : Le Prix de la gloire (Price of Glory) de Carlos Avila : Sonny Ortega
- 2001 : Love the Hard Way de Peter Sehr : Charlie
- 2001 : Double Bang de Heywood Gould : Sally 'Fish' Pescatore
- 2002 : King Rikki de James Gavin Bedford : Rikki Ortega
- 2002 : Un seul deviendra invincible (Undisputed) de Walter Hill : Jesus 'Chuy' Campos
- 2003 : Bad Boys 2 de Michael Bay : Roberto
- 2012 : Du plomb dans la tête (Bullet to the Head) de Walter Hill : Louis Blanchard

### Télévision
- 1993 : Daybreak : Payne
- 1996 : Jury en otage (Mistrial) : Eddie Rios
- 1999 : Oz (série télévisée) : Dino Ortolani
- 1999 : New York 911 : Matteo « Matti » Caffey
- 2000 : Homicide: The Movie (en) : Det. Paul Falsone
- 2000 : Sans laisser de trace (Thin Air) : Luis DeLeon
- 2003 : Las Vegas : Junior Gomez (saison 1 épisode 15)
- 2004 : Kevin Hill : Damian 'Dame' Ruiz
- 2004 : The Jury saison 1 : Victor Torres
- 2005 : Ghost Whisperer saison 1 : John Gregory
- 2006 : Close to Home : Juste Cause : Ray Blackwell
- 2008 : Les Experts : Miami : Hector Salazar (saison 7 épisode 11)
- 2009 : Sous le soleil de Miami (One Hot Summer) : Ariel Silva
- 2010 : The Pacific : John Basilone
- 2010: The Closer, inspecteur Verico

- 2010 : Hawaii Five-O : Sergent Cage (saison 1 épisode 8)
- 2011 : Dr House : Dennis (Saison 6, épisode 6)
- 2011 : Treme : Nelson Hidalgo
- 2012-2019 : Chicago Fire : Lieutenant Antonio Dawson (rôle récurrent)
- 2014-2019 : Chicago Police Department : Lieutenant Antonio Dawson (rôle principal)
- 2016 : New York, Unité Spéciale : Lieutenant Antonio Dawson (saison 17, épisode 14)
- 2017 : Chicago Justice : Inspecteur Antonio Dawson (rôle principal)
- 2021 : La Brea : Dr. Sam Velez

## Voix francophones
En France, Damien Ferrette fût la voix régulière de Jon Seda, de 2006 à 2012. Depuis, c'est David Mandineau qui lui prête sa voix ponctuellement.